# Lamine Traoré
Lamine Traoré (* 10. Juni 1982 in Obervolta, heute Burkina Faso) ist ein Fußballspieler aus dem westafrikanischen Staat Burkina Faso.

## Karriere
Er begann seine Karriere in der Jugendakademie Planète Champion Ouagadougou in der burkinischen Hauptstadt und wechselte 1999 nach Belgien zu RSC Anderlecht. Dort konnte er sich in der Innenverteidigung nie als Stammspieler etablieren gewann aber dreimal die belgische Meisterschaft. Von 2006 bis 2009 spielte er bei Gençlerbirliği in der Türkei. Seitdem hat er kein Pflichtspiel mehr bestritten.
Traoré spielte für die burkinische Fußballnationalmannschaft und nahm an den Afrikameisterschaften 2002 und 2004 teil.

## Titel und Erfolge
- Belgischer Meister (3): 2001, 2004, 2006